# بين هنت (لاعب دوري الرغبي)
بين هنت (بالإنجليزية: Ben Hunt)‏ هو لاعب دوري الرغبي أسترالي، ولد في 27 مارس 1990 في روكامبتون في أستراليا.